# إسعاف (2025 فلم)
إسعاف هو فيلم كوميدي سعودي من بطولة الممثل السعودي إبراهيم الحجاج، ومحمد القحطاني، ومن إخراج كولن تيج وتأليف إبراهيم الحجاج وألبرتو لوبيز.

## قصة الفيلم
تدور أحداث الفيلم حول عمر وخالد، وهما مسعفان يتمتعان بشخصيتين متناقضتين أحدهما جاد ومسؤول، والآخر مرح ومتهور يعملان في الرياض ويواجهان تحديات غير متوقعة أثناء تأدية عملهما لكن تنقلب حياتهما رأسا على عقب بعدما يجدان نفسيهما متورطين في حادث غير متوقع، كما يلقي الفيلم الضوء على الجانب الإنساني للمسعفين، ويعرض التحديات التي يواجهونها أثناء سعيهم لإنقاذ الأرواح تحت ضغط مستمر.

## الممثلون
- إبراهيم الحجاج
- محمد القحطاني
- أحمد فهمي
- حسن عسيري
- لطيفة المقرن
- فهد البتيري
- مطلق مطر
- فيصل الدوخي
- نيرمين محسن
- نواف الشبيلي
- علي إبراهيم
- بسمة داود
- سعيد صالح
- مهند الصالح
- مهدي الناصر
- بندر مدخلي (بندريتا)

## الإنتاج
تم تصوير الفيلم في الرياض، المملكة العربية السعودية، وهو من إنتاج شركة بلاك لايت وأول إنتاج لذراعها الترفيهية هاوس أوف كوميدي (بيت الكوميديا). ومع انضمام بيتر سميث منتجاً تنفيذياً. وهو أول فيلم عربي يُعرض بتقنية IMAX.
وبدأ عرض الفيلم في صالات السينما في 17 أبريل 2025.